# Porušení povinnosti při správě cizího majetku
Porušení povinnosti při správě cizího majetku je trestný čin definovaný v § 220 trestního zákoníku České republiky a jeho mírnější forma Porušení povinnosti při správě cizího majetku z nedbalosti v § 221 trestního zákoníku České republiky. Porušení povinnosti při správě cizího majetku se pachatel dopustí, pokud poruší podle zákona mu uloženou nebo smluvně převzatou povinnost opatrovat nebo spravovat cizí majetek, a tím jinému způsobí škodu nikoli malou.